# Sigitas Tamkevičius
Sigitas Tamkevičius (Gudonys, 7. studenoga 1938.), litavski je prelat i kardinal Katoličke Crkve i nadbiskup u miru kaunaski.
Papa Franjo imenovao ga je 5. listopada 2019. kardinalom svećenikom crkve Sant'Angela Merici.
Pomoćnim biskupom kaunaskim imenovan je 8. svibnja, a zaređen 19. svibnja 1991. Papa Ivan Pavao II. imenovao ga je nadbiskupom kaunaskim 4. svibnja 1996. Bio je predsjednik (1999.–2002., 2005.–2008., 2008.–2014.) i dopredsjednik (2002.–2005.) Litavske biskupske konferencije.